# 28425 Sungkanit
28425 Sungkanit è un asteroide della fascia principale. Scoperto nel 1999, presenta un'orbita caratterizzata da un semiasse maggiore pari a 2,5273047 UA e da un'eccentricità di 0,1121858, inclinata di 4,81654° rispetto all'eclittica.